# Городок-17
Городо́к-17 (Вое́нный городо́к № 17) — открытый военный городок, расположенный в 41 км к западу от центра Москвы и в 27 км от МКАД, в Одинцовском районе Московской области. Находится в 1 км от Можайского шоссе и в 1,3 км от платформы Малые Вязёмы Смоленского направления Московской железной дороги.
С 2001 года является микрорайоном посёлка городского типа Большие Вязёмы с установленной адресацией «улица Городок-17».
В городке расквартирована в/ч 67978 — крупное предприятие министерства обороны, в народе также именуемое «Плёнка
й».

## История
Впервые упоминается с XVIII века как деревня Борисовка.
До революции здесь располагалась мельница, принадлежавшая семье Молчановых, один из потомков которой, Алексей Молчанов, стал впоследствии Героем Советского Союза и упомянут на памятнике в посёлке Большие Вязёмы, посвящённом землякам, погибшим в Великой Отечественной войне.
К началу XX века деревня Борисовка пришла в упадок и уступила место посёлку лётчиков, начало которому положил аэроклуб Метростроя.
Южнее посёлка (в настоящее время территория ОАО «ОборонАвиаХран») был обустроен учебный аэродром для занятий метростроевцев. До войны в аэроклубе Метростроя было подготовлено около 300 лётчиков (26 из них были удостоены звания Героя Советского Союза) и 700 парашютистов.

Дом №17а — одна из первых построек, возведённая ещё пленными солдатами вермахта

Во время войны школа лётчиков готовила кадры для авиации ВМФ, а в находившейся неподалёку усадьбе Голицыных разместилась парашютная школа, преобразованная в 1940 году в танковое училище.
В послевоенные годы на территории аэродрома расположился полк транспортной авиации ПВО, включавший личный самолёт заместителя главкома ВВС, затем главкома войсками ПВО ВС СССР маршала Советского Союза Павла Батицкого.
В результате военных реформ конца 1950-х годов лётный гарнизон «Малые Вязёмы» был расформирован, а база передислоцирована в город Ступино (аэродром «Крутышки»). Официальным обоснованием перемещения явилось создание помех для организации полётов с развивающегося аэропорта «Внуково».
Финские домики, построенные для лётного состава (первые каменные постройки городка), возведённые в рамках программы строительства жилья для военных лётчиков по инициативе командующего ВВС МВО Василия Сталина (всего по территории МВО было построено 200 таких домов), остались стоять доныне.

Вид на городок с берега озера, бывшего песчаного карьера — места, где в 1978 году снимался фильм «Обыкновенное чудо». Ныне здесь расположен дачный посёлок

Жилищное строительство в городке проходило в три этапа: финские дома лётчиков (конец 1940-х — начало 1950-х годов), двух-пяти-девятиэтажные дома (1960—1980-е годы) и десятиэтажные дома. Строительство последних, вместе с развитием инфраструктуры Городка-17, пришлось на конец 1980—1990-х годов и связано с размещением здесь воинской части 67978, она же до конца 2000-х годов являлась основным градообразующим предприятием городка.
До 2001 года функции главы исполнял начальник Маловязёмского гарнизона (он же командир сначала авиаполка, затем части РВСН, а с 1981 года — командир воинской части 67978), функции хозяйствующего субъекта выполняла Маловязёмская (позднее Алабинская) КЭЧ района.
Для поддержания порядка на территории Городка-17 комендатурой Маловязёмского гарнизона назначались комендантские патрули. Позже, когда комендатура была упразднена, функции патрулирования перешли к воинской части 67978.
В 2001 году был проведён референдум, на основе которого было принято решение об объединении села Большие Вязёмы и посёлка Городок-17 в единый населённый пункт и преобразование его в рабочий посёлок Большие Вязёмы. До 2004 года рабочий посёлок Большие Вязёмы являлся центром Большевязёмского сельского округа Одинцовского района Московской области. В 2005 году законом Московской области населённые пункты Большевязёмского сельского округа были включены в состав городского поселения.
В 2009 году завершился конечный этап передачи ведомственного жилищного фонда городка и объектов коммунального обслуживания (котельной, водозаборных сооружений, КНС) муниципалитету. Таким образом, посёлки Городок-17 и Большие Вязёмы окончательно слились в единый населённый пункт.
В 2024 году в одном из первых домов, возведённым ещё пленными солдатами вермахта, был выполнен капитальный ремонт.

## Интересные факты
- В 1920-е — начале 1930-х годов у территории бывшего пионерского лагеря имени Зои Космодемьянской (построенного незадолго до Великой Отечественной войны) располагалась дача Льва Каменева, сгоревшая вскоре после его ареста.

Десятиэтажные дома — типичная застройка городка

- На территории, в настоящее время занятой 10-этажными домами, в период подготовок к военным парадам в Москве, в палатках жили лётчики, те самые, что пролетая над Красной площадью, выстраивались в строи-приветствия, например: «Слава Сталину».

В расположенном в лесу рядом с Городком-17 пионерском лагере имени Зои Космодемьянской производились съёмки эпизода фильма Никиты Михалкова «Утомлённые солнцем-2».
- В конце 1960-х годов в Городке-17 была открыта Маловязёмская средняя общеобразовательная школа. Первым директором школы стала Ольга Владимировна Шарова.

У здания школы расположен памятный знак, установленный в честь аэроклуба метростроя, воспитавшего лётчиков-профессионалов. 26 из них были удостоены высшей награды СССР — звания Героя Советского Союза. Это: Евгений Меншутин, Иван Королев, Владимир Наржимский, Олег Смирнов, Василий Барсуков, Аркадий Чернышев, Борис Окрестин, Анна Тимофеева-Егорова и другие.В середине 70-х гг., Анна Александровна встречалась с учениками Мало-Вязёмской средней школы.
- В 2001 году по заказу Квартирно-эксплуатационного управления Московского военного округа силами 8-го (Воронежского) Проектного института Министерства обороны (ныне Спецстроя России) был разработан Генеральный план застройки Городка-17. В нём предусматривалось в течение семи лет построить и ввести в эксплуатацию 5—7 жилых домов на 700—800 квартир для военнослужащих и гражданского персонала, поликлинику на 375 посещений, общеобразовательную школу на 1176 учащихся, внутриквартальные дороги, спортивные сооружения. Но из-за начавшихся экономических трудностей и реформ в Российской армии проект был заморожен.

## Инфраструктура
- МБОУ Мало-Вязёмская СОШ, над которой до 1980-х годов шефствовали работники московского Метростроя;
- Детские сады: № 70 и № 34;
- Отделение поликлиники;
- Два супермаркета «Дикси»;
- Супермаркет "Пятерочка"
- Предприятие «Почта России»;
- Сауна;
- Кафе;
- Общежитие для приезжих рабочих;
- Кладбище, на территории которого размещено три памятника на братских могилах воинов, погибших в годы Великой Отечественной войны, в том числе умерших от ран в эвакогоспитале, располагавшимся в Больших Вязёмах. По свидетельству очевидцев, в суровую зиму 1941—1942 годов десятки умерших воинов «ждали» своего захоронения в стенах старой большевязёмской школы, уложенные в штабеля (школа, где бесплатно учились дети крестьян, кстати, была построена на средства князей Голицыных и содержалась до революции на средства хозяев усадьбы Голицыных).

## Известные уроженцы

Мемориальная доска А. О. Терновскому на здании маловязёмской школы

- Молчанов, Алексей Михайлович — легендарный лётчик, участник Великой Отечественной войны, Герой Советского Союза.
- Терновский, Александр Олегович — воин-интернационалист, воспитанник Мало-Вязёмской школы, погиб 26 августа 1984 года при выполнении интернационального долга в республике Афганистан.

## Транспорт
- Городок-17 имеет регулярное автобусное сообщение с городом Голицыно, через центр посёлка Большие Вязёмы, автобусом № 38 или маршрутными такси № 38 и № 79.
- Также электричкой с платформы Малые Вязёмы можно добраться до Белорусского вокзала города Москвы.